# Mallecomigas schlingeri
Mallecomigas schlingeri är en spindelart som beskrevs av Pablo A. Goloboff och Norman I. Platnick 1987. Mallecomigas schlingeri ingår i släktet Mallecomigas och familjen Migidae. Inga underarter finns listade i Catalogue of Life.